# Материали за историята на македонското освободително движение
„Материали за историята на македонското освободително движение“ е поредица от 11 книги, излезли в периода 1925 – 1931 година в София, които са един от най-важните източници за историята на Вътрешната македоно-одринска революционна организация и за Илинденско-Преображенското въстание от 1903 година.
Събирането и издаването на спомените е дело на бележития учен и деец на македонската емиграция в България, щипянина Любомир Милетич. Веднага след въстанието Милетич се заема със записването на спомените на видните войводи и ръководители на ВМОРО, които през зимата на 1903 – 1904 година намират убежище в Свободна България. Така са съхранени много важни сведения за създаването, устройството и функционирането на Вътрешната организация, тъй като много от борците загиват в продължилите след въстанието революционни борби.
Спомените излизат в 11 книги като издание на Македонския научен институт от 1925 до 1931 година. Девет от тях са дело на Любомир Милетич, който съставя кратък биографичен предговор за всеки от авторите на спомените. Десетата е написана собственоръчно от войводата Стефан Аврамов, а единадесетата са спомените на войводата Алексо Стефанов, записани от Боян Мирчев. Последните две книги излизат извън темата за Илинденско-Преображенското въстание.
В 1983 година всички 11 книги са издадени в двутомно фототипно издание от издателство „Наука и изкуство“.

## Книги
| №    | Име | Корица | Спомени на                                                                                              |
| ---- | --- | ------ | --- |
| I    | Въстаническото движение въ югозападна Македония (до 1904 г.). По спомени на Славейко Арсовъ. Съобщава Л. Милетичъ. София, Материяли за историята на македонското освободително движение, Издава Македонскиятъ Наученъ Институтъ, Книга I, Печатница П. Глушковъ, 1925. |        | Славейко Арсов                                                                                          |
| II   | Освободителната борба въ Костурско (до 1904 г.). По спомени на Пандо Кляшевъ. Съобщава Л. Милетичъ. София, Материяли за историята на македонското освободително движение, Издава Македонскиятъ Наученъ Институтъ, Книга II, Печатница П. Глушковъ, 1925. |        | Пандо Кляшев                                                                                            |
| III  | Борбата въ Костурско и Охридско (до 1904 г.). По спомени на Иванъ Поповъ, Смиле Войдановъ, Деянъ Димитровъ и Никола Митревъ. Съобщава Л. Милетичъ. София, Материяли за историята на македонското освободително движение, Издава Македонскиятъ Наученъ Институтъ, Книга III, Печатница П. Глушковъ, 1926.                                                                      |        | Иван Попов, Смиле Войданов, Деян Димитров, Никола Митрев                                                |
| IV   | Къмъ борбитѣ въ Югозападна Македония (Кичевско, Битолско, Леринско, Преспанско, Дебърско). По спомени на Лука Джеровъ, Георги попъ Христовъ, Ангелъ Андреевъ, Георги Папанчевъ и Лазаръ Димитровъ. Съобщава Л. Милетичъ. София, Материяли за историята на македонското освободително движение, Издава Македонскиятъ Наученъ Институтъ, Книга IV, Печатница П. Глушковъ, 1926. |        | Лука Джеров, Георги Попхристов, Ангел Андреев, Георги Папанчев, Лазар Димитров                          |
| V    | Спомени на Дамянъ Груевъ, Борисъ Сарафовъ и Иванъ Гарвановъ. Съобщава Л. Милетичъ. София, Материяли за историята на македонското освободително движение, Издава Македонскиятъ Наученъ Институтъ, Книга V, Печатница П. Глушковъ, 1927. |        | Дамян Груев, Борис Сарафов, Иван Гарванов                                                               |
| VI   | Солунскиятъ атентатъ и заточеницитѣ въ Фезанъ. По спомени на Павелъ Шатевъ. Съобщава Л. Милетичъ. София, Материяли за историята на македонското освободително движение, Издава Македонскиятъ Наученъ Институтъ, Книга VI, Печатница П. Глушковъ, 1927. |        | Павел Шатев                                                                                             |
| VII  | Движението отсамъ Вардара и борбата съ върховиститѣ. По спомени на Яне Сандански, Черньо Пѣевъ, Сава Михайловъ, Хр. Куслевъ, Ив. Анастасовъ Гърчето, Хр. Юруковъ и Никола Пушкаровъ. Съобщава Л. Милетичъ. София, Материяли за историята на македонското освободително движение, Издава Македонскиятъ Наученъ Институтъ, Книга VII, Печатница П. Глушковъ, 1927.              |        | Яне Сандански, Черньо Пеев, Сава Михайлов, Христо Куслев, Иван Анастасов, Петър Юруков, Никола Пушкаров |
| VIII | Спомени на Гьорчо Петровъ. Съобщава Л. Милетичъ. София, Материяли за историята на македонското освободително движение, Издава Македонскиятъ Наученъ Институтъ, Книга VIII, Печатница П. Глушковъ, 1927. |        | Гьорче Петров                                                                                           |
| IX   | I. Въ Македония и Одринско: Спомени на Михаилъ Герджиковъ. II. Първиятъ Централенъ комитетъ на ВМРО.: Спомени на д-ръ Христо Татарчевъ. Съобщава Л. Милетичъ. София, Материяли за историята на македонското освободително движение, Издава Македонскиятъ Наученъ Институтъ, Книга IX, Печатница П. Глушковъ, 1927.                                                            |        | Михаил Герджиков, Христо Татарчев                                                                       |
| X    | Революционни борби въ Азоть (Велешко) и Порѣчието: отъ Стефанъ Н. Аврамовъ. София, Материяли за историята на македонското освободително движение, Издава Македонскиятъ Наученъ Институтъ, Книга X, Печатница П. Глушковъ, 1929. |        | Стефан Аврамов                                                                                          |
| XI   | Революционната дейность въ Демирхисаръ (Битолско). По спомени на Алексо Стефановъ (демирхисарски войвода). Съобщава Боянъ Мирчевъ. София, Материяли за историята на македонското освободително движение, Издава Македонскиятъ Наученъ Институтъ, Книга XI, Печатница П. Глушковъ, 1931.                                                                                       |        | Алексо Стефанов                                                                                         |